# Вітгефт Вільгельм Карлович
Вільгельм Карлович Вітгефт (рос. Вильгельм Карлович Витгефт; 2 (14) жовтня 1847, Одеса — 28 липня (10 серпня) 1904, Жовте море, панцерник «Цесаревич») — російський контрадмірал.

## Біографія

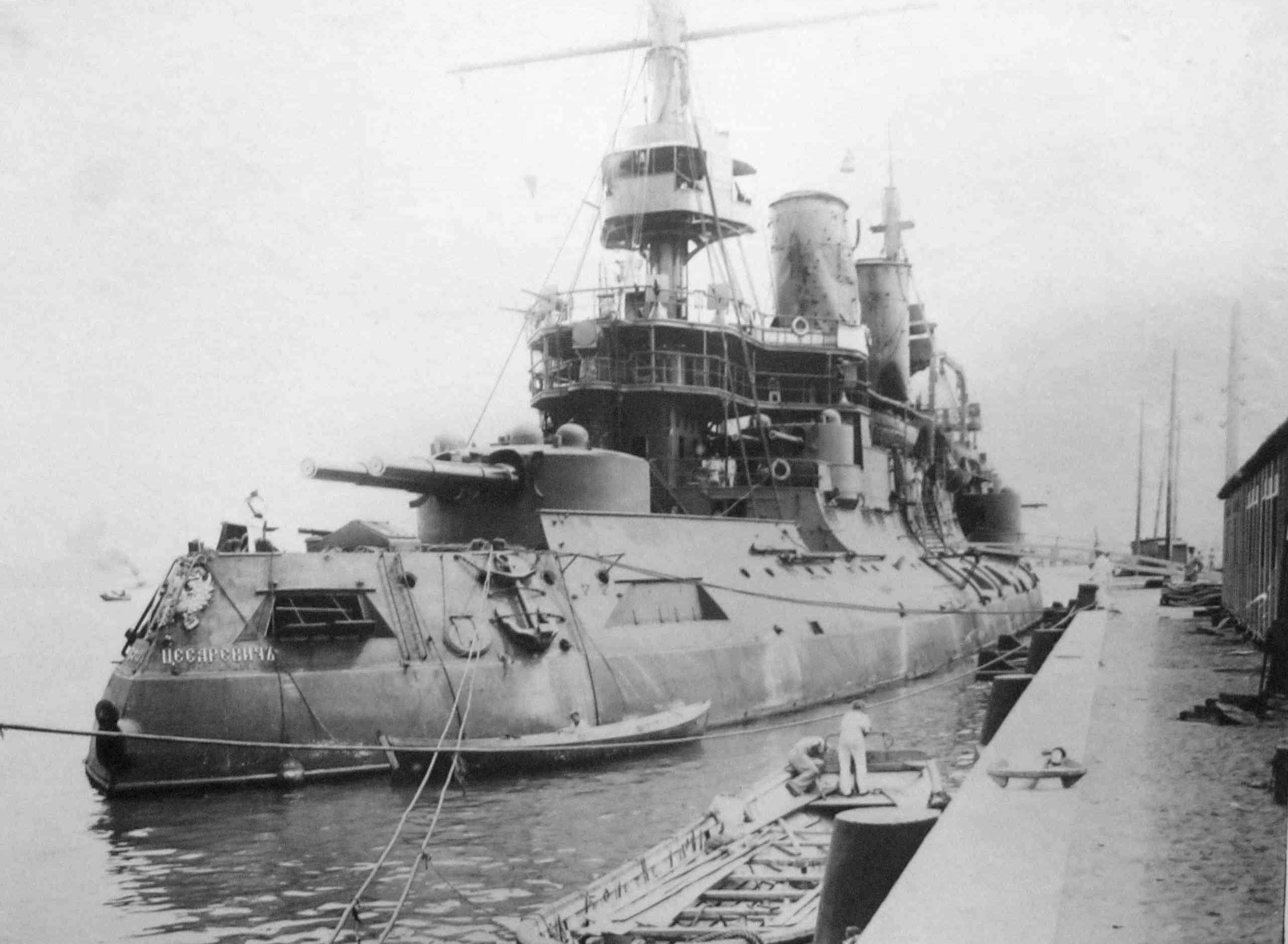
Панцерник «Цесаревич» після битви у Жовтому морі

Вільгельм Вітгефт народився 14 жовтня 1847 року в місті Одеса. Після закінчення Морського кадетського корпусу в 1868—1869 роках на кліпері «Вершник» здійснив перехід на Далекий Схід.
У 1870 році був проведений в мічмани, закінчив курси стрілецької та військово-гімнастичної шкіл. З 1873 року — лейтенант.
У 1875—1878 роках закінчив курс наук в Навчально-артилерійському загоні та Мінному офіцерському класі, служив мінним офіцером на кораблях Навчально-артилерійського та Навчально-мінного загонів Балтійського моря.
З 1885 року — капітан 2 рангу, командував канонерським човном «Гроза» (1885), потім був інспектором робіт у портах Морського технічного комітету, помічником головного інспектора мінної справи, займався випробуваннями мінного озброєння. У 1889 році він їде в довге відрядження за кордон, для того, щоб самому вивчити сучасно західну мінну зброю і підводний флот.
З 1892 року Вітгефт командував мінним крейсером «Воєвода», в 1894 році — крейсером II рангу «Верхівець» на Балтиці. У грудні 1894 року був проведений капітанами 1-го рангу.
У 1895 році — завідувач міноносців та їх командами на Балтійському морі, потім командував на Далекому Сході крейсером I рангу «Дмитро Донський», з 1898 року — ескадреним броненосцем «Ослябя».
26 жовтня 1899 року призначений виконувачем посади начальника морського відділення штабу головного начальника та командувача військ Квантунської області та морськими силами Тихого океану. Вироблений у грудні 1899 року за заслуги в контрадмірали. Нагороджений орденом Святого Станіслава 1-го ступеня з мечами за участь у придушенні боксерського повстання 1900 року.
Так само у 1900 році Вітгефт звернувся з доповідною запискою до командувача морських сил на Тихому океані з приводу розвитку підводного флоту. У записці він писав:
|  | «Питання про підводних човнів на цю мить часу настільки просунулося вперед, до найкоротшого рішення, що почало привертати до себе увагу всіх флотів світу. … У цьому питанні російський флот йшов попереду інших флотів світу і, на жаль, з різних причин зупинився після завершення перших більш-менш вдалих дослідів та експериментів у цій галузі» |

Як експеримент Вітгефт попросив встановити торпедні апарати на застарілих підводних човнах Джевецького зразка 1881 року, що мають педальний привод, і просив послати човни на Далекий Схід, де назрівав конфлікт із Японією.
З лютого 1903 року — начальник морського штабу намісника на Далекому Сході. На цій посаді за вказівкою намісника Євгена Алексєєва розробив план морської війни з Японією, який виявився вкрай не вдалим і не враховував реальної обстановки.
Після початку російсько-японської війни 3 квітня 1904 року призначений начальником морського похідного штабу намісника (за званням головнокомандувача флотом в Тихому океані), з 22 квітня виконує посаду старшого флагмана і командувача 1-ї Тихоокеанської ескадри.
Вільгельм Карлович Вітгефт загинув на броненосці «Цесаревич» у битві з японським флотом 28 липня під час бою в Жовтому морі при переході групи російських кораблів під його командуванням з Порт-Артура до Владивостока.

## Нагороди

### Російська імперія
- Імператорський Орден Святої Анни 2-го ступеня (1893);
- Імператорський Орден Святого Володимира 4-го ступеня (1893);
- Імператорський Орден Святого Володимира 3-го ступеня (1898);
- Імператорський і Царський Орден Святого Станіслава 1-го ступеня з мечами (1901).

### Медалі
- Срібна медаль «У пам'ять царювання імператора Олександра III» (1896);
- Бронзова медаль «За працю у першому загальному переписі населення» (1897);
- Срібна медаль «У пам'ять коронації Імператора Миколи II» (1898).

### Іноземні держави
- Орден Спасителя командорський хрест (Греція) (1896);
- Орден Вранішнього Сонця 2-го ступеня (Японія) (1902)
- Орден Корони (Пруссія) (1902).

## Сім'я
Син — Григорій (1877—1904), поручник 32 драгунського Чугуївського полку;
Син — Олександр Вітгефт 1-й (1879—1965), капітан 2 рангу, учасник російсько-японської війни. Емігрував в 1920 році в Естонію, потім з 1939 року жив в Німеччині;
Син — Володимир Вітгефт 2-й (1885—1917), капітан 1-го рангу, Георгіївський кавалер;
Дочка — Олена (1875—1966), дружина корабельного інженера, старшого помічника суднобудівника Санкт-Петербурзького порту Р. М. Лов'ягіна.